# Contea di Jing (Anhui)
La contea di Jing (泾县S, Jīng XiànP) è una contea della Cina, situata nella provincia dell'Anhui.